# Al Ahli Sports Club (Sanaa)
Pour les articles homonymes, voir Al Ahly.
Maillots
Le Al Ahli Sports Club Sanaa (en arabe : نادي أهلي صنعاء الرياضي), plus couramment abrégé en Al Ahli, est un club yéménite de football fondé en 1952 et basé à Sanaa, la capitale du pays.

## Histoire

### Rivalité
L'Al Ahli entretient une rivalité avec l'autre équipe de la capitale yéménite, à savoir le Al Wehda. Le match entre les deux équipes est appelé le « Sommet ».

## Palmarès
| \| - Championnat du Yémen (11) : - Champion : 1980-81, 1982-83, 1983-84, 1987-88, 1991-92, 1993-94, 1998-99, 1999-00 et 2000-01, 2007, 2023-24. - Vice-champion : 1994-95, 1997-98, 2002, 2003-04, 2008, 2008-09, 2013-14 - Coupe du Yémen (3) : - Vainqueur : 2001, 2003-04 et 2009. \| \| - Supercoupe du Yémen (4) : - Vainqueur : 2007, 2008, 2009 et 2014. \| |  |                                                                     |
| - Championnat du Yémen (11) : - Champion : 1980-81, 1982-83, 1983-84, 1987-88, 1991-92, 1993-94, 1998-99, 1999-00 et 2000-01, 2007, 2023-24. - Vice-champion : 1994-95, 1997-98, 2002, 2003-04, 2008, 2008-09, 2013-14 - Coupe du Yémen (3) : - Vainqueur : 2001, 2003-04 et 2009.                                                                                 |  | - Supercoupe du Yémen (4) : - Vainqueur : 2007, 2008, 2009 et 2014. |